# مطار الزلفي
مطار الزلفي  أو مطار المجمعة (إياتا: ZUL، إيكاو: OEZL) هو مشروع مطار محلي يبعد عن مدينة الزلفي إحدى مدن منطقة الرياض حوالي 90 كم والمجمعة ب28 كم.
لقد شهدت محافظة الزلفي تطوراً كبيراً ومشاريع رائعة حتى أصبحت لا تقل أهمية عن غيرها من المحافظات، وقد أصبحت تعج بالحركة السكانية والعمرانية الكثيفة من المواطنين والمقيمين من مختلف الجنسيات. فجاءت حتمية إنشاء مطار بالزلفي ليخدمها ويخدم ما حولها من قرى، والسفر منها وإليها، وخاصة الرياض وجدة والطائف والمدينة المنورة وغيرها من مدن المملكة.

## الموقع
يقع مشروع المطار بالقرب من موقع مدينة الأعمال جنوب مركز محافظة المجمعة بـ 30 كلم وحسب الموقع الجديد فالمسافة تكون حوالي 90 كم عن مركز محافظة الزلفي و 85 كلم عن الغاط و 80 كلم من شقراء رغم أن مطار القصيم يبعد عن الزلفي والغاط ب 100 كلم شمالا.

## تاريخ
افتتح عام 1375هـ / 1955م في عهد الملك سعود (1373 - 1384هـ) وقدم خدماته مدة سنوات وجوده لسكان المجمعة ومدن سدير والغاط والزلفي وما جاورها.حيث كان مطار المجمعة الترابي يقع على مسافة غير بعيدة شرقي المباني، وكان الوصول إليه بوساطة سيارة أو دراجة، وكان مهبط الطائرات الترابي يستوعب هبوط طائرات الداكوتا DC3، والكونفير، غير أن المطار أغلق، وتوقفت خدماته بعد وجود طريق معبد بالزفت إلى الرياض وغيرها من البلدان.